# Третье транспортное кольцо
Тре́тье тра́нспортное кольцо́ (ТТК), ранее Кольцо «В» — автомобильная дорога в Москве, одна из трёх кольцевых магистралей города Москвы наряду с Садовым кольцом и Московской кольцевой автомобильной дорогой. Общая протяжённость ТТК составляет 35,1 километра, из них около 19 километров — эстакады, около 5 километров — тоннели. Ширина автодороги на основных участках составляет не менее восьми полос (встречаются сужения до шести полос, например, между Нижегородской улицей и Волгоградским проспектом и вблизи Москва-Сити). На третьем транспортном кольце находятся 17 транспортных развязок. Наземные пешеходные переходы и пересечения с другими дорогами на одном уровне отсутствуют, что позволяет обеспечить непрерывное скоростное движение на всём протяжении автотрассы.
Третье транспортное кольцо четыре раза пересекает реку Москву, в южной части проходит параллельно Малому кольцу Московской железной дороги, включает шесть тоннелей — Лефортовский, Беговой, Митьковский, Кутузовский, Шереметьевский и Гагаринский. Бо́льшая часть третьего транспортного кольца построена в конце 1990-х — начале 2000-х (генеральный подрядчик — корпорация «Трансстрой»), однако в кольце задействованы и издавна существовавшие городские улицы (Беговая, Нижняя Масловка, Сущёвский Вал и другие), и отдельные участки (например, Автозаводский мост), построенные в советское время и впоследствии реконструированные. Последние объекты ТТК — развязка с Шереметьевской улицей в Марьиной Роще и развязка с Ленинградским проспектом — полностью открыты для движения в конце 2005 года.
Проект кольца предполагал движение общественного транспорта на большей части его длины. На некоторых участках были построены остановочные карманы и подземные пешеходные переходы.

## История
В 1935 году утверждён Генеральный план реконструкции Москвы, по которому вокруг Москвы должны были пройти «новое бульварное кольцо с использованием, в основном, трассы Камер-Коллежского Вала» и «Парковое кольцо», связывающее основные парки того времени: Останкино (нынешние парки Останкино и ВДНХ), Сокольники, Измайлово, Введенские горы (нынешние Лефортовский парк и Введенское кладбище), Ленинские (ныне — Воробьёвы) горы, парк Красная Пресня, Петровский и Тимирязевский парки.
В 1960 году начало строительства северного участка «нового бульварного кольца» от Беговой улицы до Рижского вокзала. В 1960 году введён в действие Ваганьковский путепровод, 1961 году — тоннель под Ленинградским проспектом. В 1961 году был построен Автозаводский мост, в 1965 году — Савёловская эстакада.
Впервые о создании третьего магистрального кольца московские власти заговорили в 1970-е годы, а конкретные планы его строительства появились в 1980-х, когда стало ясно, что Садовое кольцо не выдерживает перегрузок. К 1986 году в рамках строительства Третьего кольца были возведены две эстакады — Рижская и Русаковская, но тогда строительству магистрали воспрепятствовали жители Лефортова, которые встали на пути бульдозеров, собиравшихся уничтожить Лефортовский парк в рамках строительства Третьего кольца Кроме того, снос угрожал историческим зданиям — Вдовьим домам и палатам Щербакова. Именно поэтому впоследствии был построен Лефортовский тоннель.
В путеводителе для автомобилистов 1980 года построенный участок от Гавриковой улицы до улицы 1905 года через Рижскую эстакаду, Сущёвский Вал, Савёловскую эстакаду, Нижнюю Масловку, Беговую улицу, Краснопресненский путепровод фигурирует под названием «кольцо „В“».
В 1984 году открыты Русаковская эстакада и тоннель под Митьковской соединительной ветвью.
В 1997 году утверждено строительство Третьего транспортного кольца.

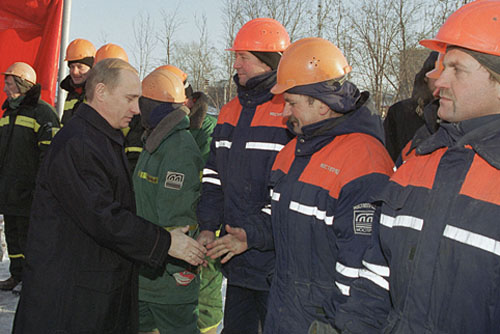
Владимир Путин на церемонии открытия нового участка Третьего транспортного кольца Москвы, декабрь 2001 года

- 1998 год — начат основной этап строительства, продолжавшийся до 2005 года[7].
- 28 октября 1998 года — открыт Бережковский мост.
- 10 мая 1999 года — открыта Лужнецкая эстакада от Комсомольского проспекта до Бережковского моста.
- 31 августа 1999 года — открыта первая очередь Новорижского путепровода — продолжение Рижской эстакады через проспект Мира[8].
- 4 декабря 1999 года — открыта вторая очередь Новорижского путепровода.
- 11 декабря 1999 года — открыт участок от Бережковского моста до Кутузовского проспекта, включая Киевский путепровод и Кутузовский тоннель (частично).
- 30 декабря 2000 года — открыт участок от Кутузовского проспекта до Шмитовского проезда, включая Дорогомиловский мост и последние недостающие въезды/выезды Кутузовского тоннеля.
- весна 2001 года — открыт участок от Комсомольского проспекта до Ленинского проспекта, включая Андреевский мост[9].
- 2001 год[10] — открыт участок от Шмитовского проезда до Звенигородского шоссе.
- 12 декабря 2001 года — открыт участок от площади Гагарина до Волгоградского проспекта, включая Гагаринский тоннель и реконструированный Автозаводский мост.
- 28 августа 2001 года — открыт тоннель на Нижней Масловке.
- 6 ноября 2002 года — открыты 2 участка с протяжёнными эстакадами: от Звенигородского шоссе до Беговой улицы и от Остаповского проезда до Нижегородской улицы.
- 1 октября 2003 года — открыт участок от Спартаковской улицы до Красноказарменной набережной (Лефортовский тоннель по внутренней стороне кольца).
- 5 ноября 2003 года — открыт участок от Нижегородской улицы до Шоссе Энтузиастов.
- 5 декабря 2003 года — открыты Лефортовский тоннель по внешней стороне кольца (глубокого залегания), Новолефортовский мост и неглубокий участок Лефортовского тоннеля под Танковым проездом; Третье транспортное кольцо замкнуто.
- 4 ноября 2005 года — открыты реконструированные развязки с Ленинградским проспектом, Шереметьевской улицей, Звенигородским шоссе (Краснопресненский проспект). Движение на кольце стало непрерывным, до 15 июня 2016 года на кольце не было ни одного светофора.

## Траектория третьего транспортного кольца
Описание по часовой стрелке
- Третье транспортное кольцо на северо-западном участке проходит от станции метро «Беговая», развязок с Хорошёвским шоссе и Ваганьковским мостом на северо-восток по Беговой улице, до тоннельной развязки с Ленинградским проспектом, далее кольцо идёт по реконструированным улицам Новая Башиловка и Нижняя Масловка, в районе площади Бутырская Застава и Савёловского вокзала эстакадная развязка с улицами Новослободская, Бутырская и Бутырский Вал.
- Северный участок проходит по Сущёвскому Валу, пересекая улицу Советской Армии в районе Марьиной Рощи, далее чуть к западу от Рижского вокзала переходит в Рижскую эстакаду, пересекает по эстакаде Рижскую площадь и проспект Мира, проходит мимо Рижского вокзала, пересекает по эстакаде — путепроводу железнодорожные пути Петербургского направления, Алексеевской соединительной ветки и Ярославского направления и поворачивает на юго-восток.
- На северо-восточном участке после развязки с улицей Лобачика проходит туннелем под соединительной железнодорожной линией, переходит в Русаковскую эстакаду (Гаврикову улицу), пересекает по эстакаде Краснопрудную и Русаковскую улицы, являясь границей между оными.
- На восточном участке в районе Спартаковской площади кольцо переходит в тоннель до Красноказарменной набережной Яузы, пересекает её по мосту, вновь уходит в тоннель, выходя на поверхность в районе Шоссе Энтузиастов, пересекает его по эстакаде с развязкой, далее по эстакаде пересекает железную дорогу Курского направления и идёт по эстакаде вдоль неё, пересекая по эстакаде железную дорогу Горьковского направления и Нижегородскую улицу.
- На юго-восточном участке возле пересечения железной дороги Курского направления с Малым кольцом Московской железной дороги поворачивает на юго-запад и идёт вдоль малого кольца МЖД, пересекая с развязками проходящий по эстакаде Волгоградский проспект, Шарикоподшипниковскую и Южнопортовую улицы, Велозаводскую улицу, и в районе примыкания улицы Трофимова поворачивает направо.
- На южном участке Третье транспортное кольцо идёт по Автозаводской улице, пересекает Москву-реку по Автозаводскому мосту, по эстакаде пересекает с развязкой Большую Тульскую улицу и обходит с юга Даниловское кладбище, далее идёт на северо-запад до Гагаринского тоннеля.
- На юго-западном участке, проходит по Гагаринскому тоннелю, который содержит сложную развязку с Ленинским проспектом и другими улицами, выходит на поверхность в районе нового здания Президиума РАН, и далее идёт вдоль Малого кольца Московской железной дороги, пересекая по мосту реку Москву, идёт по эстакаде, пересекая с развязкой Комсомольский проспект, выходит на Краснолужский мост, пересекая реку Москву.
- На западном участке, содержит развязку в районе улицы Потылиха, пересекает Малое кольцо Московской железной дороги, проходит по Кутузовскому тоннелю, пересекает Москву-реку, в районе платформы Тестовская пересекает по эстакаде Шмитовский проезд, далее идёт вдоль Белорусского направления Московской железной дороги, пересекая Звенигородское шоссе с развязкой и железную дорогу в районе станции метро «Беговая».

## Проблемы
Целью строительства ТТК была разгрузка центральных улиц города от пробок, в частности, снижение интенсивности движения транспорта на Садовом кольце на 10—19 %.
Однако с этой задачей ТТК не справилось, и 8—10-балльные пробки стали возникать одновременно на Садовом и Третьем транспортном кольце.
У нас очень серьёзная ситуация с пробками в пределах Третьего транспортного кольца, — сказал Хуснуллин. — 92 процента дорог в центре Москвы перегружены. Средняя скорость движения по ним в часы пик — 15—20 километров в час
По первоначальному проекту на северном участке кольца предполагалось строительство двух дуг (Большого и Малого ТТК). Они должны были соединяться в районе Москва-Сити (у платформы Тестовская) с одной стороны и в районе Волгоградского проспекта с другой.
Предполагалось, что 

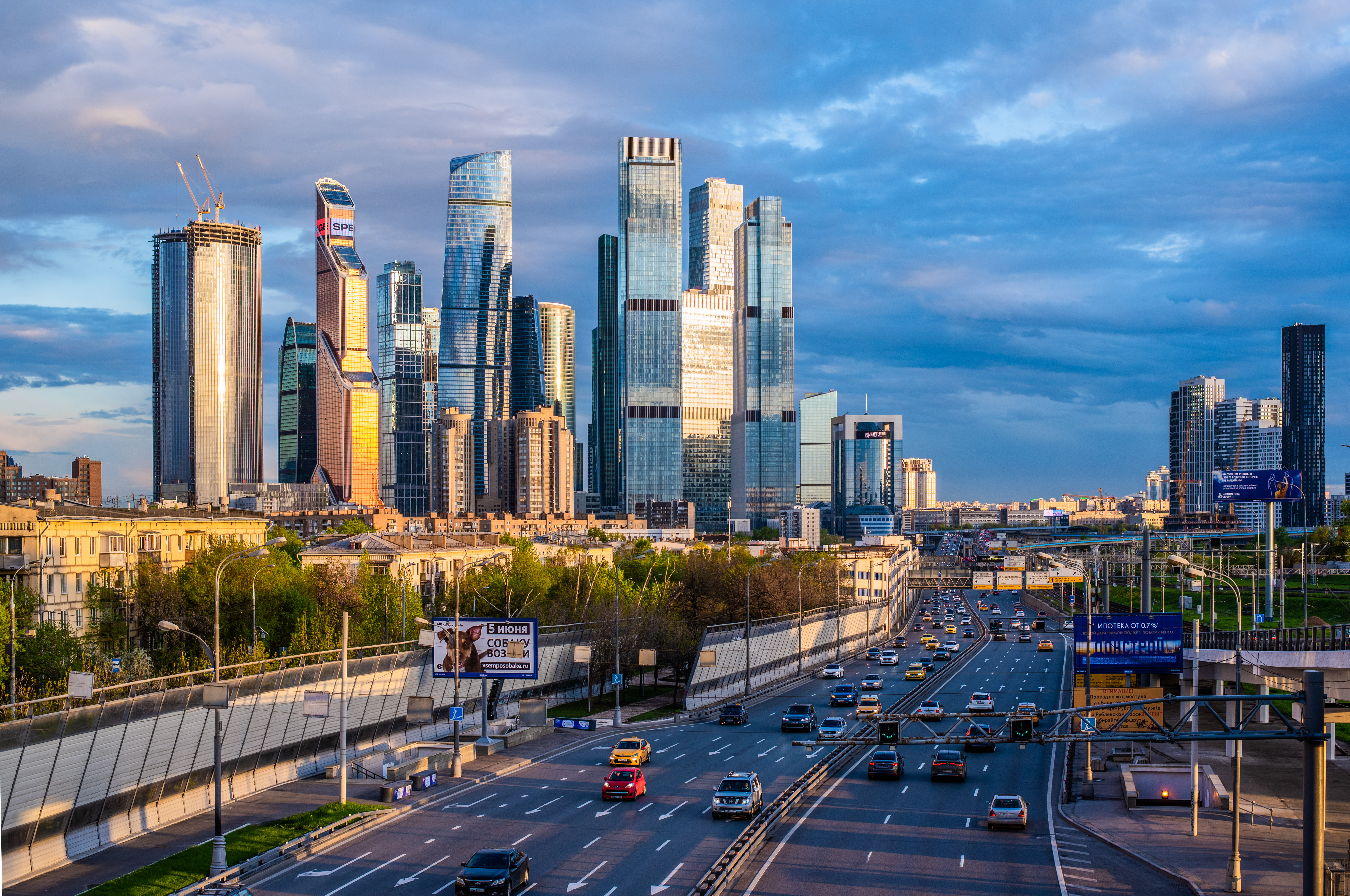
Москва-Сити. Фото, вид через ТТК

...Большое Третье транспортное кольцо город получит раньше Малого. Оно будет такой же достопримечательностью как МКАД.— Ресин В. И. «Москва в лесах. Записки строителя» глава IX, с. 83 ISBN 5-7117-0217-3
 Однако строительство Большого третьего транспортного кольца так и не было осуществлено. Этому помешали финансовые проблемы и возникшие опасения, что южный участок кольца не справится с двойной нагрузкой. В результате Малое ТТК стало единственным, а планировавшиеся участки Большого ТТК должны стать частью Четвёртого ТК. В месте разветвления Большого и Малого ТТК в районе платформы Тестовская восьмиполосная эстакада долгое время обрывалась в никуда. Затем планировалось на базе этой развязки произвести соединение Третьего и Четвёртого транспортных колец. В 2010 году здесь велись работы по строительству съезда с ТТК в Москву-Сити. Развязка на Волгоградском проспекте имела аналогичный тупиковый съезд: при движении в сторону Нижегородской улицы можно было заметить, что основная трасса ТТК уходит правее, а дорога, идущая прямо, обрывается примерно через сотню метров. Изначально вспомогательный характер Малого ТТК привёл к тому, что пропускные способности магистралей не справлялись с возросшим потоком автотранспорта.
Встречающиеся сужения до 3 полос в часы «пик» создают пробку на 1—2 км. Так, например, сужение ТТК сразу при спуске с Савёловской эстакады в западную сторону (примыкание Вятской улицы) создаёт пробку, временами простирающуюся назад до Русаковской улицы. Аналогичный участок — резкий подъём с сужением до 3 рядов у Москвы-Сити в сторону Кутузовского проспекта создаёт пробку, которая иногда начинается от станции метро Беговая.
То же самое относится и к сужениям, связанным с полосой разворота, начинающейся слева, а не справа — у Москвы-Сити и на развязке с Волгоградским проспектом.

Алексей Белянин отмечает действие парадокса Браеса на ТТК: 
Если раньше из района метро «Нагатинская» в Сокольники нужно было ехать через центр, то сейчас у нас есть вроде бы быстрое ТТК, но, чтобы попасть с него на сравнительно узкие улицы, нужно потратить столько времени, что, оказывается, ехать по новому маршруту даже дольше, чем по старому. Все это подтверждает хорошо известную экономистам истину: люди реагируют на стимулы. Строительство новой дороги как раз и есть такой стимул, и его последствия необходимо учитывать при городском планировании.
В результате строительства ТТК снизилась цена прилегающей недвижимости: квартиры с окнами, выходящими на его эстакады, потеряли в цене до 20 %, а новостройки на ТТК не пользуются спросом.
В результате превращения Беговой улицы в часть ТТК машины скорой помощи потеряли возможность сворачивать напрямую к Боткинской больнице и вынуждены ехать в объезд через Ленинградку, теряя до четверти часа времени.
С 15 мая по 15 августа 2019 года часть ТТК от Новодевичьей до Лужнецкой набережной перекрывали для ремонта дороги[значимость факта?].

## Фотогалерея
| - Транспортная развязка ТТК и 3-й Магистральной улицы в районе делового района «Москва-Сити» - Северный портал Лефортовского тоннеля — самого длинного тоннеля в Москве - Нулевой километр ТТК в районе пересечения с шоссе Энтузиастов |